# مقاطعة دودج (مينيسوتا)
مقاطعة دودج (بالإنجليزية: Dodge County)‏ هي إحدى مقاطعات ولاية مينيسوتا في الولايات المتحدة الأمريكية.